# Partij van Kleine Boeren en Landarbeiders
De Nationale Partij van Kleine Boeren en Landarbeiders (Hongaars: Országos Kisgazda- és Földmíves Párt, afgekort OKGFP) was een Hongaarse agrarische politieke partij die bestond van 1919 tot 1922.

## Geschiedenis
De partij ontstond voor de eerste keer in januari 1919 onder impuls van István Nagyatádi Szabó. De werking van de partij werd echter onhoudbaar door de oprichting van de Hongaarse Radenrepubliek. Na de val van dit communistische regime werd de partij opnieuw opgericht op 29 november 1919. Bij de landdagverkiezingen van 1920 behaalde de OKGFP 34,25% van de stemmen, of 75 zetels, en vormde een coalitie met de Partij van Christelijke Nationale Eenheid (KNEP), de regering-Teleki I. De partij bevond zich rechts in het politieke spectrum en pleitte voor eerlijke landhervormingen en progressieve belastinghervormingen. Op 2 februari 1922 fuseerde de OKGFP samen met de KNEP tot de Eenheidspartij.